# ربيع شرير
ربيع شرير شاعر وإعــلامي ليبي تميز بإدارته للمناشط الثقافية، ترأس عدداً من المهرجانات وادار بعض المؤسسات الثقافية داخل مدينته (الزاوية) كان رئيساً للجنة السياسية في ثورة 17 فبراير بالزاوية، وعرف على نطاق واسع بعد تغطيته للأحداث التي شهدتها المدينة وذلك عبر عدد من القنوات الفضائية، كان أول من أعلن تحرير الزاوية يوم 20 فبراير كما صاغ وتلى أول بيان انضمام مدينة إلى المجلس الوطني الانتقالي فور تأسيسه يوم 27 فبراير. 

## النشأة
هو الابن الأكبر لعبد العزيز شرير ولد يوم الاثنين 9 أبريل بطرابلــس عام 1979 وعاش طفولته الأولى مع جده علي شرير الذي كان بحكم عمله قد غادر مدينة الزاوية ليقيم في شارع الصريم بالعاصمة الليبية طرابلس، تقلد جده عدداً من المهام في قطاع التأمين كما عمل مترجماً لدى عددٍ من الدوائر الحكومية وعمل ملحقاً ثقافياً في مدينة باليرمو الإيطالية منذ عام 1979 وحتى عام 1982، كما كان يجيد اللغة الإيطالية والإنجليزية والألمانية إضافة إلى لغته الأم العربية ومعرفته  باللغة الفرنسية وكان مولعاً بالقراءة، لذلك كله أثرت شخصية الجد على بعض الجوانب في شخصية الحفيد.

## التعليم
تحصل على الشهادة الابتدائية من مدرسة حي الوحدة بالزاوية  عام.  1991 كما تحصل على الشهادة الإعدادية من مدرسة الشيباني بن نصرات الإعدادية عام 1994 وعلى الشهادة الثانوية قسم علمي من مدرسة الزاوية الثانوية عام 1997، ودرس سنتين بقسم الحاسوب بكلية العلوم بجامعة السابع من أبريل في الزاوية ولما الغت الجامعة قسم الحاسوب انتقل للدراسة في معهد للحاسوب بالزاوية لعدم قدرته على الإيفاء بمصاريف التنقل من الزاوية إلى جامعة الفاتح بطرابلس، وتحصل عام 2002 على دبلوم عالي برمجة حاسوب.
  

## الدورات التدريبية
انتسب إلى مجموعة من الدورات التدريبية منها دورة الصحافة الإلكترونية بمركز الجزيرة للتدريب بالدوحة عام 2009 ودورة قادة النهضة بمركز إعداد القادة بالدوحة عام 2009 ودورة الاتصال الفعال بطرابلس عام 2004  

## النشاط الاهلي
انخرط منذ طفولته في حركة الكشافة والمرشدات حيث كان قائده الكشفي في ذلك الوقت جمعة المفجر الذي شاءت الأقدار أن يكون معه في اللجان القيادية للثورة بالزاوية، ومع انقطاعه عن فرقته الكشفية بسبب تنقله بين بيت والده وبيت جده الذي استقر في مدينته بالزاوية، فقد حرص دائماً على التواصل مع المنتسبين في حركة الكشاف وجمعية الهلال الأحمر بالزاوية، وكانت الأولوية دائماً لاشراك هاتين المؤسستين في أي نشاط يقترحه أو يشرف عليه.

## منتدى الثقافة والفنون
في سنة 1997 انضم إلى منتدى الثقافة والفنون بالزاوية وشارك في أنشطته المختلفة وفي عام  2003 أصبح أميناً عاماً للمنتدى وذلك حتى عام 2007 حيث ادت ندوة حرية الصحافة في ليبيا  التي نضمها المنتدى سنة 2005 إلى ممارسة ضغوطات كبيرة عليه والحد من نشاط المنتدى وادى الأمر إلى اعتذاره عن إدارة المنتدى والاكتفاء بعضوية لجنة الإدارة كمشرف على النشاط وفي عام 2009 قام بتأسيس مهرجان علي صدقي عبد القادر للشعر العربي وذلك بإشراف المنتدى غير أن المهرجان اثار حفيضة الدولة فاستجوب ربيع بصفته مديراً للمهرجان من قبل رئيس المربع الأمني بالمنطقة الغربية على خلفية دعوة المهرجان لسجناء سياسيين سابقين للمشاركة فيه، وفي مداخلة لها في راديو الزاوية وصفت مندوبة مكتب الاتصال باللجان الثورية عائشة قويدر المهرجان بأنه مهرجان لأعداء ثورة الفاتح، وعلى هذه الخلفيات تم استبعاده من منصب مدير بيت الثقافة بالزاوية الذي كان مرشحاً له. 

## العمل الاذاعي
منذ تأسست إذاعة الزاوية المحلية سنة 1999 اعد وقدم عدداً من البرامج الثقافية كان أهمها برنامج المشهد الثقافي وبرنامج صالون عكاظ وهو برنامج أسبوعي لمدة ساعتين على الهواء استضاف فيه عدداً من الشخصيات الثقافية والفكرية الليبية والعربية كالاديب وعالم اللسانيات الدكتور علي فهمي خشيم والإعلامي اللبناني زاهي وهبي والروائي الليبي أحمد الفقيه والشاعر علي صدقي والكاتبة السورية غالية قباني والكاتب الليبي أحمد الحريري والكاتبة اللبنانية صباح الخراط وغيرهم، واستمر البرنامج أربعة اعوام حتى توقف عن العمل بإذاعة الزاوية عام 2007، وشارك كمعد برامج في عدد من القنوات الليبية.

## العمل الصحفي
مارس الصحافة منذ عام 1999 ونشر نتاجه في عدد من الصحف والمجلات الليبية والعربية كما نشر في عدد من المواقع الإلكترونية، اشرف على صفحة الأقلام الشابة بصحيفة الراية بين عام  2000  و 2002  وكان عضـواً في هيئة تحريـر الملحق الثقافـي لصحيفة الرايـة عام 2003 ومدير تحرير لصحيفة الجليس الصادرة عن معرض الجماهيرية الدولي للكتاب 2007  

## مهرجان الزاوية الشامل
قام سنة 2002 بإعداد برنامج ثقافي رياضي شبابي شامل أطلق عليه اسم مهرجان الزاوية وقدمه لمحافظ المدينة (امين اللجنة الشعبية للمدينة) الذي لم يبدِ اهتماماًً به وقام بمحاربته، وفي عام 2003 اقنع ربيع شرير منسق القيادات الاجتماعية بتبني المهرجان الذي نجح بشكل كبير في الزاوية واستمر مهرجان الزاوية الشامل حتى دورته الثامنة عام 2010 وتوقف اثر تزامن دورته التاسعة مع الثورة الليبية. 

## مهام أخرى
شغل ربيع عدداً من المهام الأخرى وشارك في عدد من اللجان، فهو عضو اللجنة العليا لمخيم الطلبة الأوائل 2003-2010، وعضو لجنة تنظيم مهرجان (ربيع الشعر) طرابلس 2005 
، وعضواً في اللجنة الإعلامية بمعرض الجماهيرية الدولي للكتاب 2007 - 2008 ومدير عام مركز تاسيلي للخدمات الإعلامية وتنظيم الأحداث 2007 – 2010  وعضو لجنة النشاط الموحد بمدينة الزاوية 2009 – 2010 ومنسق الاحتفال السنوي بالمولد النبوي الشريف بالزاوية  2008 – 2010.
 كما نظم  عدداً من الأماسي والندوات والفعاليات الثقافية بليبيا، وشارك في مجموعة من المهرجات والندوات العربية، ويشغل صفة مستشار وزارة الثقافة والمجتمع المدني بأول حكومة ليبية بعد التحرير، ومدير مركز زاوية للإعلام السمعي البصري.

## لقاءات إعلامية
أجرت معه مجموعة من وسائل الإعلام المحلية لقاءات عن تجربته الإعلامية، وكانت له مداخلات مع وسائل إعلام عالمية منها إذاعة الـ بي بي سي العربية بصفته إعلامي ليبي  و قناة الجزيرة 2007 بصفته  المنسق لأكبر تجمع في العالم لحاملي اسم محمد.

## كتب
في عام 2009 صدر له عن المؤسسة العامة للثقافة  «الأسير سيد العالم» وهو كتاب نثري جمع نصوصاً كتبت بين عامي 2002 و 2007. 
 

## مشاركته في ثورة 17 فبراير
شارك في ثورة 17 فبراير وكان أحد قياداتها الشبابية حيث ترأس اللجنة السياسية للثورة في مدينة الزاوية وكان المتحدث الرسمي باسم الثوار في المدينة، كما كان صاحب فكرة بيان انضمام المدينة للمجلس الوطني الانتقالي الليبي الذي صاغه وتلاه في الميدان وكان أول بيان انضمام للمجلس، ويرى بعض المراقبين أن ذلك البيان كان حجر الأساس للحيلولة دون انقسام ليبيا إلى شرق وغرب.
أجرى العديد من المراسلات والمداخلات التلفزيونية والإذاعية في عديد من القنوات الإعلامية أهمها الجزيرة والعربية والحرة والـ BBC والإذاعة الألمانية أيام الثورة والتي ساهمت في نقل صورة ما يحدث في مدينة الزاوية للعالم، ما جعله هدفاً لجهاز الأمن التابع لنظام القذافي، حيث تعرض للاعتقال والتعذيب بتاريخ 12 أبريل 2011، وظهرت مشاهد من تعذيبه بعد أن تسربت إلى القنوات الفضائية العالمية كما أجرت معه القناة الليبية الرسمية التابعة لنظام القذافي تحقيقاً أجبر من خلاله على التنكر للدور الذي ساهم به في الثورة.
تم تحريره مع غالبية المعتقلين من سجن أبو سليم على يد الثوار بتاريخ 25 أغسطس 2011.